# روبرت ييتس (سياسي)
روبرت ييتس (بالإنجليزية: Robert Yates)‏ هو قاضي وسياسي أمريكي، ولد في 27 يناير 1738 في سكنيكتادي في الولايات المتحدة، وتوفي في 9 سبتمبر 1801 في ألباني في الولايات المتحدة.